# Romulus (альбом)
Romulus — дебютный студийный альбом канадской дэт-метал группы Ex Deo, вышел в свет 19 июня 2009 года под лейблом Nuclear Blast и был записан продюсером и гитаристом группы Kataklysm Жаном-Франсуа Даженэ.
Название альбома отсылает к Ромулу, одному из легендарных основателей Рима и, согласно исторической традиции, первому его царю.

## Об альбоме
5 декабря 2008 года группа объявила о договоре с Nuclear Blast Records. Это было началом создания будущего альбома. Вскоре после этого, 31 декабря 2008 года, группа сообщила, что 11 января 2009 года выложит на всеобщее обозрение первую композицию. Это оказалась демоверсия Cry Havoc, повлекшая положительный отзыв фанатов на странице группы в MySpace.

Я решил опубликовать новую композицию 11 января, потому что в этот день родился мой отец (он скончался несколько лет назад). Мой отец был поклонником римской истории и научил меня на протяжении долгих лет многим вещам. Я помню, как-то раз он сказал: «Сынок, основу всего, что ты видишь вокруг себя, заложили наши предки. От способов ведения войн до демократии, при которой ты живешь…» И с тех пор она заворожила меня. Ради его души, смотрящей на меня, и ради будущего этого проекта, я даю начало новому ростку Рима 11-го дня 2009 года. Я уверяю — что-то подобное на сегодняшней сцене необходимо. Это даст ей хорошего пинка!
Оригинальный текст (англ.)I chose to debut the new track on January 11th because it is the day my father was born (he passed away a few years ago). My father was a disciple of Roman history and taught me many things throughout the years. I remember a time he said "Son, everything you see around you, our ancestors built the foundation for it. From the way the wars were fought to the democracy you live in…" and I have been fascinated by it ever since. For his soul looking over me and for the future of this project, I launch a new seed for Roma on the 11th of 2009. I promise something that is much needed in the scene today. It's going to kick ass!
— Маурицио Иаконо
С 20 февраля группа вела еженедельный студийный блог, чтобы держать своих фанатов в курсе событий, пока идёт работа над альбомом. Блог также содержал специальный раздел «Знаете ли вы Рим?», в котором каждую неделю обновлялся исторический факт о Римской империи. Всего на их странице было опубликовано около пяти фактов. Через некоторое время группа опубликовала второе объявление; к этому времени уже была записана большая часть музыки и полностью завершена композиция «Storm the Gates of Alesia». Вскоре появилась и третья новость, в которой Иаконо объявлял, что он завершил запись вокала.
В марте группа опубликовала дату релиза альбома и список треков и сообщила, что альбом полностью записан. 22 апреля появилась новость, что в записи альбома примут гостевое участие Нергал, Карл Сандерс и Obsidian Claw.

Для меня большая честь, что талантливые музыканты и просто мои хорошие друзья оставят частичку своего искусства на этом альбоме. Я всего лишь обратился с просьбой к нескольким людям, которые интересуются историей и связывают с ней свою музыку, так что я приветствую их вклад в возвышение Рима — они будут щедро вознаграждены за это.
Оригинальный текст (англ.)It's an honor for me that such talented musicians and friends lended their art for a couple songs on this album. I only asked a few selected people that had involvement with history through their music and related to this band's concept , so I salute them for contributing to Rome's rise and they shall be amply rewarded for it.
— Маурицио Иаконо
Группа также разместила на своей странице другую композицию под названием «Legio XIII». Это песня в честь самого могучего и смертоносного легиона Рима из когда-либо существовавших, 13-го легиона, который помог Цезарю прийти к власти.
15 июня группа сообщила на своей странице, что альбом готовится к изданию, и 19 июня он появился в продаже.

## Список композиций
1. «Romulus» — 5:17
2. «Storm the Gates of Alesia» — 6:31
3. «Cry Havoc» — 7:01
4. «In Her Dark Embrace» — 4:48
5. «Invictus» — 6:47
6. «The Final War (Battle of Actium)» — 5:01
7. «Legio XIII» — 5:53
8. «Blood, Courage and The Gods That Walk The Earth» — 6:02
9. «Cruor Nostri Abbas» — 5:29
10. «Surrender the Sun» — 4:55
11. «The Pantheon (Jupiter’s Reign)» — 3:56

## Участники записи
- Маурицио Иаконо — вокал
- Стефан Барбэ — гитара
- Жан-Франсуа Даженэ — гитара
- Франсуа Монгрэйн — бас-гитара
- Джонатан Ледюк — клавишные
- Макс Дуамель — ударные

Кроме того
- Адам «Нергал» Дарский — вокал на Storm the Gates of Alesia
- Карл Сандерс — гитара на The Final War (Battle of Actium)
- Obsidian Claw — гитара на Cruor Nostri Abbas

## Видеоклип
30 января группа объявила о намерении снять в начале марта видеоклип по композиции «Romulus». Режиссёром выступил известный деятель Станимир Лукич (Белград). В марте Маурицио Иаконо сообщил, что клип снят и что он чрезвычайно доволен результатом:

Подготовка к съемкам была проведена очень профессионально. Станимир и Иван проделали изумительную работу, отличавшуюся вниманием к каждой, даже самой мелкой, детали. Воссоздание Рима и истории Ромула и Рема было сложной задачей, но я считаю, что они справились с ней великолепно! Ждите эпичного, чем-то похожего по содержанию на фильм «300», видеоклипа… Большое спасибо всем актёрам и команде, работавшей над его созданием!
Оригинальный текст (англ.)The setup was extremely pro. Stanimir and Ivan did such an amazing job and paid attention to every single detail. To recreate Rome and the story of Romulus and Remus was a big challenge, but I think we nailed it and the ideas behind it are incredible. Expect an epic feel, like the movie '300' for the texture... A big thank you to all the film crew and the actors!
— Маурицио Иаконо